# Carol Bennedich
Carol Bennedich, född 5 november 1905 i Kungsholms församling i Stockholm, död 7 oktober 1994 i Österåker-Östra Ryds församling i Åkersberga i Stockholms län, var en svensk militär.

## Biografi
Bennedich avlade studentexamen 1924, blev fänrik vid Dalregementet (I 13) 1926, gick på Krigshögskolan 1931–1933 och blev kapten i generalstabskåren 1937. Bennedich tjänstgjorde åter vid I 13 1943, blev major i generalstabskåren 1944 och vid Norra skånska infanteriregementet (I 6) 1948. Han blev överstelöjtnant vid I 6 1949, I 13 1950 och var överste och chef för Västerbottens regemente (I 20) 1952–1958. Han gick på Försvarshögskolan 1957 och 1960. Bennedich var ställföreträdande militärbefälhavare vid III.militärområdet 1959–1966, chef för svenska  övervakningskommissionen i Korea 1965–1966 och hade utredningsuppdrag för chefen för armén 1966–1967.
Han var även biträdande sekreterare vid 1936 års riksdags särskilda utskott, adjutant hos försvarsministern 1936–1940, lärare vid Artilleri- och ingenjörhögskolan 1937–1941, Krigshögskolan 1941–1943, militärattaché i Moskva 1944–1948 och sekreterare vid 1940 års militära socialvårdskommittée. Bennedich blev ledamot av Kungliga Krigsvetenskapsakademien 1961 och skrev uppsatser i militära tidskrifter samt var medarbetare i Dagens Nyheter 1940–1943. Han var också redaktör för tidningen Befäl tidskriften 1966–1975 och Tidningen Hemvärnet (ansvarig utgivare) 1967–1977.
Under Bennedichs tid som militärattaché i Moskva 1943–1947 försvann Raoul Wallenberg, och han anmodades ta upp fallet. Han var också chef för den svenska övervakningskommissionen i Korea 1965–1966. Han var inblandad i IB-affären då han var chef för IB:s avdelning R5, Sveriges spionage i Nordvietnam och Kina.

### Familj
Bennedich var son till överste Carl Bennedich och Anna Löndahl. Första gången var han gift 1931–1948 med Margareta Thunberg (1905–1993), senare Gatehouse, andra gången 1948–1962 med Hervor Ödmann (1918–2011), och tredje gången 1963 med personalchefen Laila Månsson (1917–2013), dotter till fastighetsägaren August Månsson och Selma Svensson. Han fick barnen Catarina (född 1935) och Claes (född 1937) i första äktenskapet samt tvillingarna Nils och Ulf (födda 1950) i andra äktenskapet.
Carol Bennedich är gravsatt i Gustav Vasa kyrkas kolumbarium vid Odenplan i Stockholm.

## Utmärkelser
Bennedichs utmärkelser:
- Kommendör av 1. klass av Svärdsorden (KSO1kl)
- Riddare av Vasaorden (RVO)
- Riddare av 1. klass av Finlands Vita Ros’ orden (RFinlVRO1kl)
- 4. klass av Finska Frihetskorsets orden med svärd (FFrK4klmsv)
- Riddare av Polska orden Polonia Restituta (RPolRest)
- Riddare av Tyska örnens orden (RTyskÖO)
- Hemvärnets förtjänstmedalj i guld (HvGM)
- Västerbottens befälsförbunds guldmedalj (Västerb bfbGM)
- Centralförbundet för befälsutbildnings guldmedalj (CFBGM)
- Sveriges militära idrottsförbunds guldmedalj (SvmifbGM)
- Skaraborgs befälsförbunds silvermedalj (Skarab bfbSM)
- Riksförbundet Sveriges lottakårers silvermedalj (SLKSM)